# 米恩华
米恩华（1958年4月—），男，回族，山东泰安人，中华人民共和国企业家。2018年，被评为改革开放40年百名杰出民营企业家。